# Circonscription de Flinders
La circonscription de Flinders est une circonscription électorale australienne dans la lointaine banlieue sud de Melbourne au Victoria. La circonscription a été créée en 1901 et est l'une des 75 circonscriptions de la première élection fédérale. Elle porte le nom de Matthew Flinders, le premier Européen connu pour avoir fait le tour de l'Australie et crédité de lui avoir donné son nom d'Australie. 
À l'origine une circonscription campagnarde, Flinders est devenue progressivement une circonscription de la grande banlieue sud de Melbourne avec la péninsule de Mornington, et les quartiers de Mornington, Dromana, Flinders, Hastings, Sorrento et Portsea. 
Elle a généralement été un siège assez sûr pour le Libéral et ses prédécesseurs, mais elle a parfois été remportées par le Parti travailliste australien, le cas le plus célèbre étant en 1929 lorsque le Premier ministre Stanley Bruce fut défait. C'était la première fois qu'un Premier ministre australien perdait son propre siège lors d'une élection générale (le seul autre de ces cas a été la défaite du Premier ministre libéral John Howard dans son siège de Bennelong, également par le parti travailliste, à l'élection fédérale de 2007). 
Parmi d'autres éminents élus on peut trouver Sir Phillip Lynch et Peter Reith. 

## Représentants
| Nom                 | Parti                       | Période de mandat |
| ------------------- | --------------------------- | ----------------- |
| Arthur Groom        | Free Trade                  | 1901–1903         |
| James Gibb          | Free Trade, Anti-Socialiste | 1903–1906         |
| William Irvine      | indépendant                 | 1906–1909         |
| William Irvine      | Commonwealth                | 1909–1916         |
| William Irvine      | Nationaliste                | 1916–1918         |
| Stanley Bruce       | Nationaliste                | 1918–1929         |
| Ted Holloway        | Travailliste                | 1929–1931         |
| Stanley Bruce       | United Australia            | 1931–1933         |
| James Fairbairn     | United Australia            | 1933–1940         |
| Rupert Ryan         | United Australia            | 1940–1944         |
| Rupert Ryan         | Libéral                     | 1944–1952         |
| Keith Ewert         | Travailliste                | 1952–1954         |
| Robert Lindsay (en) | Libéral                     | 1954–1966         |
| Phillip Lynch       | Libéral                     | 1966–1982         |
| Peter Reith         | Libéral                     | 1982–1983         |
| Bob Chynoweth       | Travailliste                | 1983–1984         |
| Peter Reith         | Libéral                     | 1984–2001         |
| Greg Hunt           | Libéral                     | 2001–2022         |
| Zoe McKenzie        | Libéral                     | 2022–en cours     |